# Церковь Богородицы Одигитрии (Мушутиште)
Церковь Богородицы Одигитрии у Мушутиште — была построена в вардарском стиле в 1315 году, по приказу казначея Йована Драгослава. Находится в Косово, на холме над деревней Мушутиште недалеко от Призрена в 10 километрах к юго-востоку от административного центра Сува-Река. После войны НАТО против Югославии и прихода в район расположения церкви немецкого контингента войск КФОР храм был разрушен албанцами.
Храм являлся одной из древнейших сербских церквей и имел огромное культурное значение, в нём сохранились древнейшие фрески времён короля Милутина. Храм был построен в вардарском стиле возникшем под влиянием византийской архитектуры. На западной стороне церкви находилась древнейшая ктиторская надпись являвшаяся одним из немногих сохранившихся памятников древней сербской эпиграфики. Древнейшие фрески сохранились лишь частично, но всё же имели огромное культурное значение и считались лучшими в периоде правления короля Милутина. Среди сохранившихся фресок был уникальный образ Наума Охридского, а также среди сохранившихся ликов были святой Пантелеимон и святые воины Феодор Тирон и Феодор Стратилат. Кроме фресок в храме находились две иконы, Христа и Богородицы, датируемые 1603 годом.

Руины разрушенного албанцами храма

После вывода югославских сил безопасности и прибытия немецкого контингента сил КФОР местные албанцы разграбили и осквернили храм, затем храм был подожжён и вскоре полностью разрушен в результате подрыва. Дом священника, а также приходской дом также были разграблены и сожжены, было осквернено древнее сербское кладбище рядом с храмом на котором также были сожжены древние деревья.